# Trần Hoàng Ngân
Trần Hoàng Ngân (sinh ngày 26 tháng 10 năm 1964) là phó giáo sư, tiến sĩ kinh tế, giảng viên đại học và chính trị gia người Việt Nam. Ông hiện là đại biểu quốc hội Việt Nam khóa XV, thuộc đoàn đại biểu quốc hội thành phố Hồ Chí Minh, Trợ lý Bí thư Thành ủy TP.HCM Nguyễn Văn Nên.
Ông là một trong 16 thành viên Tổ Tư vấn kinh tế của Thủ tướng Chính phủ Nguyễn Xuân Phúc từ tháng 11 năm 2017.

## Xuất thân và giáo dục
Trần Hoàng Ngân sinh ngày 26 tháng 10 năm 1964, quê quán ở xã Nhị Quý, huyện Cai Lậy, tỉnh Tiền Giang.
Trần Hoàng Ngân tốt nghiệp Trường Đại học Kinh tế Thành phố Hồ Chí Minh ngành Tài chính - Ngân hàng.
Ông có bằng cử nhân ngoại ngữ chuyên ngành tiếng Anh.
Năm 1995, ông có học vị Tiến sĩ kinh tế của Đại học Kinh tế Thành phố Hồ Chí Minh. Ông bảo vệ thành công luận án tiến sĩ kinh tế 130 trang bằng tiếng Việt với đề tài "Một số biện pháp góp phần nâng cao hiệu quả hoạt động của ngân hàng thương mại cổ phần tại thành phố Hồ Chí Minh" vào năm 1995 tại Đại học Kinh tế Thành phố Hồ Chí Minh.
Năm 2002, ông được Nhà nước Việt Nam phong học hàm Phó giáo sư.

## Sự nghiệp
Từng là đại biểu Quốc hội Việt Nam khóa XIII, thuộc đoàn đại biểu Thành phố Hồ Chí Minh.
Từ tháng 11 năm 1985 đến năm 1992, ông là Giảng viên bộ môn Ngân hàng, Bí thư Đoàn Khoa Kế toán-Tài chính-Ngân hàng, Ủy viên Thường vụ Đoàn Trường Đại học Kinh tế Thành phố Hồ Chí Minh.
Ông được kết nạp vào Đảng Cộng sản Việt Nam vào ngày 25 tháng 12 năm 1985.
Từ năm 1992 đến năm 1996, ông là Giảng viên, Chủ nhiệm bộ môn Tài chính Tín dụng Trường Đại học Kinh tế Thành phố Hồ Chí Minh.
Từ năm 1996 đến năm 2003, ông là Giảng viên chính, Phó Trưởng khoa, Bí thư Chi bộ Khoa Tài chính Doanh nghiệp-Kinh doanh Tiền tệ Trường Đại học Kinh tế Thành phố Hồ Chí Minh, Phó Giáo sư kinh tế năm 2002.
Từ năm 2003 đến tháng 6 năm 2008, ông là Giảng viên chính, Phó Giáo sư, Trưởng khoa Ngân hàng, Bí thư Chi bộ Khoa Ngân hàng, Giám đốc Trung tâm hỗ trợ sinh viên Trường Đại học Kinh tế Thành phố Hồ Chí Minh.
Từ tháng 6 năm 2008 đến tháng 2 năm 2015, ông giữ chức vụ Phó Hiệu trưởng, Phó Bí thư Đảng ủy Trường Đại học Kinh tế thành phố Hồ Chí Minh (UEH).
Từ tháng 12 năm 2007 đến 2015, ông là Thành viên Hội đồng Tư vấn Chính sách Tài chính Tiền tệ Quốc gia.
Ông từng là Đại biểu Quốc hội Việt Nam khóa 13 thuộc đoàn đại biểu Thành phố Hồ Chí Minh.
Tháng 2 năm 2015, ông nhậm chức hiệu trưởng Trường Đại học Tài chính - Marketing.
Tháng 10 năm 2015, ông trúng cử Thành ủy viên Thành ủy Thành phố Hồ Chí Minh.
Năm 2016, ông nhậm chức Giám đốc Học viện Cán bộ Thành phố Hồ Chí Minh.
Tháng 11 năm 2017, ông được bổ sung vào Tổ Tư vấn kinh tế của Thủ tướng Chính phủ Việt Nam Nguyễn Xuân Phúc nhiệm kì 2016-2021 (thành lập theo Quyết định 1120/QĐ-TTg), ông là một trong 16 thành viên.
Ngày 25 tháng 6 năm 2019, Chủ tịch UBND TPHCM trao quyết định điều động và bổ nhiệm ông làm Viện trưởng Viện Nghiên cứu Phát triển TPHCM.
Ngày 18 tháng 10 năm 2022, bà Nguyễn Thị Lệ - Phó Bí thư Thành ủy, Chủ tịch HĐND TP.HCM - đã trao quyết định của Ban Thường vụ Thành ủy TP.HCM về việc tiếp nhận, bổ nhiệm ông giữ chức Thư ký cho Bí thư Thành ủy TP.HCM Nguyễn Văn Nên.
Ngày 20 tháng 11 năm 2023, Ban Thường vụ Thành ủy TPHCM công bố quyết định bổ nhiệm ông giữ chức Trợ lý Bí thư Thành ủy TPHCM.

## Đại biểu Quốc hội Việt Nam
Ngày 22 tháng 5 năm 2016, Trần Hoàng Ngân trúng cử Đại biểu Quốc hội Việt Nam khóa 14 nhiệm kì 2016-2021 ở đơn vị bầu cử số 10 Thành phố Hồ Chí Minh gồm quận 8 và huyện Bình Chánh với tỉ lệ số phiếu thuận là 71,77%, cao nhất trong số các đại biểu trúng cử ở đơn vị bầu cử này (hai người còn lại là Phan Thanh Bình 64,17% và Ngô Minh Châu 63,18%).

#### Nên giao đất 70 năm cho nhà đầu tư
Ngày 28 tháng 5 năm 2018, tại kì họp thứ 5 Quốc hội khóa 14, khi thảo luận về Dự thảo Luật đơn vị hành chính kinh tế đặc biệt Vân Đồn, Bắc Vân Phong, Phú Quốc, ông cho rằng chỉ nên cho thuê đất tối đa 70 năm, sau đó cho gia hạn một lần không quá 30 năm nếu dự án có hiệu quả và bảo vệ môi trường.

## Phong tặng
Ông đã được tặng thưởng:
- Huân chương Lao động hạng Ba
- Danh hiệu Nhà giáo Ưu tú
- Huy chương "Vì thế hệ trẻ"
- Kỷ niệm chương "Vì sự nghiệp Giáo dục".